# Massacro di Eldorado do Carajás
Il massacro di Eldorado do Carajás fu una strage avvenuta nell'omonimo comune dove persero la vita diciannove contadini senza terra che stavano effettuando occupazione per protesta in un ranch privato; vennero uccisi dalla Polizia Militare il 17 aprile 1996, nella regione meridionale dello Stato del Pará, in Brasile.

## Storia
Il 17 aprile 1996, 19 membri del Movimento dos Trabalhadores Rurais Sem Terra (Movimento dei lavoratori senza terra o MST) vennero uccisi dalla polizia militare statale del Pará sulla sull'autostrada PA-150 nel comune di Eldorado do Carajás, nel sud del Paese. Queste persone stavano partecipando a una manifestazione che chiedeva l'appropriazione federale di un ranch privato in cui il movimento aveva montato un campo chiamato "Macaxeira" con quasi 3000 famiglie.
Su ordine del segretario di stato della sicurezza pubblica, Paulo Sette Câmara, alla polizia fu ordinato di liberare l'autostrada "ad ogni costo"

### Eventi successivi
Il 7 maggio 2012, sedici anni dopo l'evento, i due comandanti del massacro di Eldorado do Carajas vennero arrestati. Il presidente della Camera dei deputati brasiliana Arlindo Chinaglia tenne un discorso per commemorare la strage a Brasilia il 17 aprile 2008, in occasione del 12º anniversario.